# Serra de Comardons
La Serra de Comardons és una serra situada al municipi de Castellar de la Ribera (Solsonès).